# 國府停留場
國府停留場（日语：／ Kokubu teiryūjō */?），又稱國府電車站，是位於熊本縣熊本市中央區水前寺公園和國府一丁目，屬於熊本市交通局（熊本市電）水前寺線的電車站。車站編號為17。A系統和B系統皆在此站停靠。

## 歷史
- 1929年（昭和4年）9月3日 - 電車站啟用（當時名為國分站）
- 1943年（昭和18年）12月28日 - 廢止
- 時期不明 - 再次啟用。

## 電車站構造
此站設有2面2線的相對式低地台月台。月台與路邊行人路之間設有行人過路處。

### 運行系統
此站是水前寺線電車站之一。■A系統和■B系統皆會駛入此站。
| 月台 | 路線           | 上下行 | 方向                                               |
| ---- | -------------- | ------ | -------------------------------------------------- |
| 西邊 | ■A系統         | 上行   | 新水前寺站、通町筋、辛島町、熊本站、田崎橋方向     |
| 西邊 | ■B系統         | 上行   | 新水前寺站、通町筋、辛島町、本妙寺入口、上熊本方向 |
| 東側 | ■A系統、■B系統 | 下行   | 水前寺公園、動植物園入口、健軍町方向               |

## 使用狀況
| 1日上下車人次變化 | 1日上下車人次變化 |
| 年度              | 1日平均人次       |
| ----------------- | ----------------- |
| 2011年            | 747               |
| 2012年            | 693               |
| 2013年            | 712               |
| 2014年            | 776               |
| 2015年            | 909               |

## 電車站周邊
電車站附近設有金融機構、商業設施和住宅區。此電車站最接近熊本國府高等學校。
- 熊本國府高等學校（日语：熊本国府高等学校）
- 肥後銀行水前寺分店
- 熊本銀行（日语：熊本銀行）水前寺分店
- 熊本第一信用金庫（日语：熊本第一信用金庫）水前寺分店
- 熊本水前寺公園郵局
- 熊本市水前寺競技場（日语：熊本市水前寺競技場）、熊本市水前寺棒球場（日语：熊本市水前寺野球場）
- 熊本單車館（日语：熊本競輪場）
- 後藤是山（日语：後藤是山）紀念館
- 九州紀念醫院
- 水前寺共濟會館Gracia
- 天理教熊本教務分廳
- Growthn Dream（日语：グロースンドリーム）總部

## 巴士路線
- 「國府」巴士站
  - 產交巴士（日语：九州産交バス） - 東4、5、7、8、縣14～18、20、21、24、25、西4、6、7、10、12、野3、6、川1、11、京4系統 - 前往櫻町巴士總站（日语：熊本桜町バスターミナル）、熊本站、西部車廠（日语：九州産交バス熊本営業所）
  - 電鐵巴士 - 縣33～35系統、北1、5、9系統（班次較少。只於平日早上通勤時段行走，櫻町巴士總站方向不停站）
  - 熊本巴士（日语：熊本バス） - 東2、9、11、縣26～28、川1系統
  - 熊本都市巴士（日语：熊本都市バス） - 東1、縣1～3、5～7、11、12、東3、西1、站3、南1、上1、京1系統

## 相鄰電車站
熊本市交通局
■A系統、■B系統（水前寺線）
新水前寺站前（16）－國府（17）－水前寺公園（18）

## 注腳
1. ↑  国土数値情報(駅別乗降客数データ)  （页面存档备份，存于）（日語） - 國土交通省，2018年3月27日參閲

## 外部連結
- 熊本市交通局 （页面存档备份，存于）（日語）